# White Hills (gruppo musicale)
Gli White Hills sono un gruppo rock psichedelico statunitense formatosi nel 2003 a New York. I membri fondatori Dave W. (chitarra e voce) ed Ego Sensation (basso e voce) sono stati gli unici membri costanti.
Sono noti per essere una delle band più prolifiche della loro generazione, registrando oltre 40 pubblicazioni tra cui 7 LP album. La loro musica raggiunge "un equilibrio avvincente tra pesantezza ed etereità" combinando elementi di krautrock, post-punk, art rock, goth, rock psichedelico, metal, stoner rock, ambient e musica sperimentale.

## Discografia

### Album
- No Game to Play (White Hills, 2003, 2006, 2009 / 300mics 2016)
- They've Got Blood Like We've Got Blood (Fuck Off And Di / Head Heritage, 2005)
- Koko (White Hills, 2006)
- Glitter Glamour Atrocity (White Hills, 2007)
- Abstractions and Mutations (White Hills, 2007 / Thrill Jockey, 2009 / Immune, 2012)
- Heads on Fire (Rocket, 2007 / Thrill Jockey 2009, 2012, 2015)
- A Little Bliss Forever (Drug Space, 2008)
- Oddity... A Look at How the Collective Mind Works (Drug Space, 2010)
- White Hills (Thrill Jockey, 2010)
- H-p1 (Thrill Jockey, 2011)
- Live at Roadburn 2011 (Roadburn, 2011)
- Oddity III: Basic Information (Drug Space, 2012)
- Frying on This Rock (Thrill Jockey, 2012)
- So You Are... So You'll Be (Thrill Jockey, 2013)
- Walks For Motorists (Thrill Jockey, 2015)
- Stop Mute Defeat (Thrill Jockey, 2017)
- Splintered Metal Sky (God Unknown, 2020)
- The Revenge of Heads on Fire (Heads on Fire, 2022)
- Beyond This Fiction (Heads on Fire, 2024)

### Singoli ed EP
- No Kind Ending, Vol. 2 (White Hills, 2008)
- Dead (Thrill Jockey, 2009)
- Stolen Stars Left for No One (Thrill Jockey, 2010)
- Black Valleys (Aquarius, 2011)
- Measured Energy (7") (Trensmat, 2011)
- yes no Live at the Delancey with Borts Minorts (DogAndPanda, 2015) (collaboration)

### Compilazioni
- Oddity II: Night Scene on Mill Mountain (Drug Space, 2010)